# Софія Фредеріка Турн-унд-Таксіс
Софія Фредеріка Турн-унд-Таксіс (нім. Sophie Friederike von Thurn und Taxis), (нар. 20 липня 1758 — пом. 31 травня 1800) — принцеса Турн-унд-Таксіс, донька 4-го князя Турн-унд-Таксіс Карла Ансельма та вюртемберзької принцеси Августи Єлизавети, дружина литовського князя Єроніма Вінцента Радзивілла, згодом — князя Андрія Казановського, потім — графа Миколая Остророга.

## Біографія
Софія Фредеріка народилася 20 липня 1758 року у Регенсбурзі. Вона була другою дитиною та другою донькою спадкоємного принца Турн-унд-Таксіс Карла Ансельма та його першої дружини Августи Єлизавети Вюртемберзької. Дівчинка мала старшу сестру Марію Терезію. Згодом сім'я поповнилася кількома молодшими дітьми, з яких вижили Генріка Кароліна, Карл Александр та Фрідріх Йоганн.

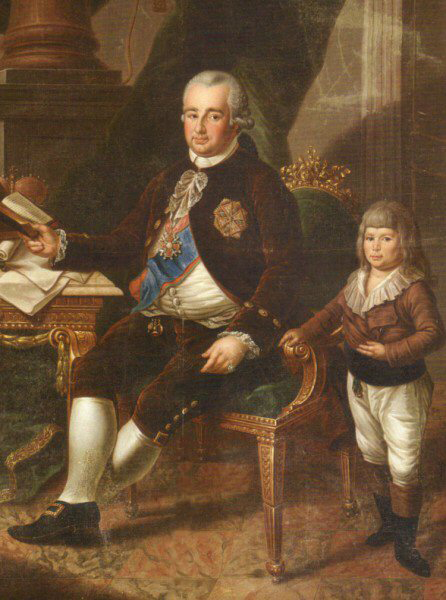
Вінцент Єронім Радзивілл

У віці 17 років Софія Фредеріка була видана заміж за 16-річного литовського князя Єроніма Вінцента Радзивілла. Весілля відбулося 31 грудня 1775 у Регенсбурзі. У 1777 році Єронім та Софія були прийняті у Відні австрійською імператрицей Марією-Терезією та у Варшаві королем польським Станіславом Августом Понятовським. 
У січні 1784 Софія Фредеріка неочікувано втекла із Несвіжа зі своїм коханцем Яном Дюссеком, захопивши значну кількість коштовностей. Пару було заарештовано у Тільзіті. Відносини між подружжям після цього вкрай зіпсувалися. Княгиня тривалий час проживала у Регенсбурзі та Кеніґсберзі. У січні 1786 року Єронім ініціював розлучення із дружиною. Вона на той час була вагітною їхнім молодшим сином. 
Загалом існують згадки про кількох дітей князівської пари, проте достеменно відома лише доля їхнього наймолодшого сина, Домінік Єронім (1786—1813) — XI ординат несвізький, був одночасно двічі одруженим, мав сина та доньку.
За місяць після його народження Єронім Вінцент раптово помер. Немовлятою Домінік Єронім успадкував численні володіння, за які розгорілася боротьба між опікунами. Софія Фредеріка в цій суперечці взяла сторону князя Михайла Єроніма Радзивілла. 
Близько 1795 року вона вийшла заміж за князя Андрія Казановського. А близько 1797 її третім чоловіком став граф Миколай Остророг.
Померла Софія Фредеріка у віці 41 року 31 травня 1800.